# Diritti LGBT a Malta
I diritti civili per le persone lesbiche, gay, bisessuali e transgender a Malta hanno avuto una significativa evoluzione nel corso degli ultimi decenni e sono considerati avanzati, anche per gli standard europei. Gli atti omosessuali, sia maschili che femminili, sono stati depenalizzati nel 1973.
Nell'ottobre 2015, l'associazione ILGA-Europe ha posizionato Malta al 1º posto per quanto riguarda i diritti LGBT su 49 nazioni Europee analizzata. Malta è anche una delle poche nazioni nel mondo ad aver tutelato i diritti LGBT a livello costituzionale. Le leggi per la protezione dell'identità di genere e intersex sono del livello più alto al mondo.

## Storia del diritto penale

### Ordine di San Giovanni
Dopo la fondazione dell'ordine di San Giovanni (nel XII secolo) il sesso tra uomini veniva considerato una pratica comune a Malta e generalmente associata agli italiani e ai musulmani. Era comune per gli omosessuali, tra cui cavalieri che dovevano essere presumibilmente celibi, avere delle relazioni.
Verso il XVII secolo incominciarono i pregiudizi nei loro confronti e l'erogazione delle prime leggi per colpire coloro che venivano associati all'omosessualità o che parlavano apertamente di essere coinvolti in una relazione omosessuale. Lo scrittore inglese William Lithgow nel marzo 1616, attraverso uno scritto, affermò che un soldato spagnolo e un ragazzo adolescente maltese furono bruciati pubblicamente per aver confessato di aver praticato un rapporto sessuale insieme. La paura di subire una conseguenza simile fece scappare, il giorno successivo, un centinaio di uomini, coinvolti nella prostituzione omosessuale, verso la Sicilia . Questo episodio, pubblicato all'estero da uno scrittore straniero, è il resoconto più dettagliato della vita LGBT durante l'egemonia dell'Ordine; Da questo si può dedurre che, nonostante l'omosessualità fosse un tabù, era comunque diffusa e vissuta.

### Sotto il controllo inglese
Come colonia britannica, dal 1814, Malta adottò il codice penale britannico che penalizzava le relazioni omosessuali. Ci sono esempi di individui colpiti dalla legge, come l'avvocato Guglielmo Rapinett arrestato nel XIX secolo per aver cercato di sedurre una guardia.

### L'indipendenza di Malta
Malta diventò indipendente nel 1964, questo però non portò alcun cambiamento immediato sull'ordinamento giuridico riguardante le persone omosessuali. Quasi 10 anni dopo, nel 1973, il governo laburista decise di modificare le leggi in base a quelle presenti nell'Europa occidentale (decriminalizzando l'omosessualità).

## Tutele per le coppie omosessuali
Nell'aprile 2014 sono state approvate le unioni civili, con gli stessi doveri e diritti del matrimonio, compreso quello dell'adozione congiunta.
Il 12 luglio 2017 viene approvato il matrimonio egualitario con 66 voti a favore e un solo voto contrario.

## Adozione
Dall'aprile 2014 le coppie dello stesso sesso (se unite con un vincolo giuridico) possono adottare congiuntamente.

## Protezioni dalle discriminazioni

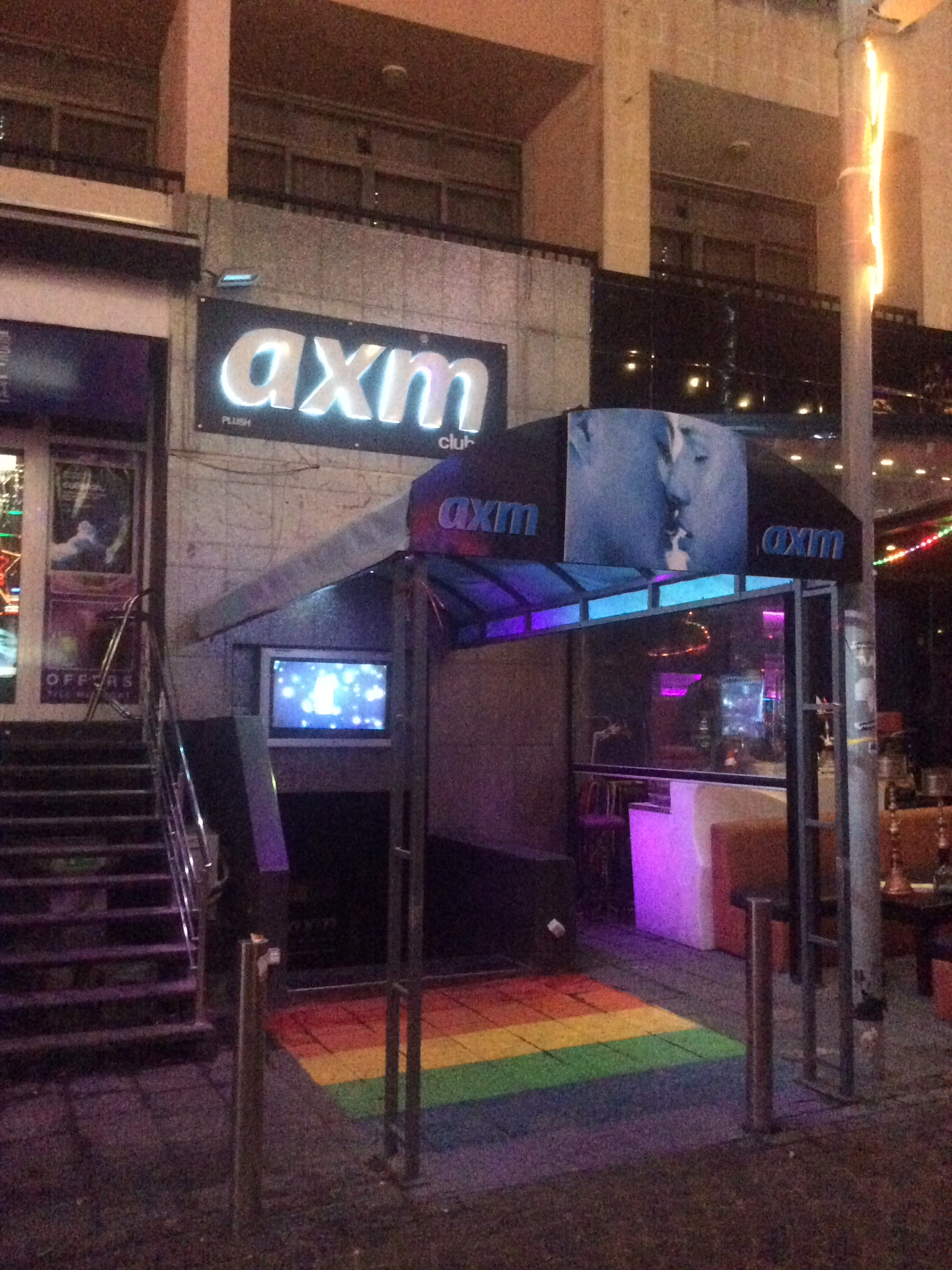
Un gay bar di malta

Dal 2004 Malta ha adottato una legge anti discriminazione per gli omosessuali nell'occupazione, in linea con i requisiti dell'Unione europea.
Nel giugno 2012 il parlamento ha modificato il codice penale per vietare i crimini di odio basati sull'orientamento sessuale e l'identità di genere.
Il 14 aprile 2014 il parlamento di Malta ha approvato all'unanimità un disegno di legge per una modifica costituzionale al fine di aggiungere la protezione contro la discriminazione basata sull'orientamento sessuale e l'identità di genere nella costituzione. È stato firmato dal presidente il 17 aprile 2014.

### Donazione del sangue
Dal settembre 2022 gli omosessuali di Malta possono donare il sangue. Il cambio di politica è avvenuto dopo l’acquisizione di apparecchiature avanzate per l’analisi del sangue

### Terapia di conversione
Nell'aprile 2016 vengono vietate le terapie di conversione nei confronti degli omosessuali. È il primo paese europeo a vietare la pratica.

### Servizio militare
Malta consente alle persone di servire apertamente nelle forze armate indipendentemente dal loro orientamento sessuale.

## Identità ed espressione di genere
Nell'aprile 2014 Malta è diventato il primo Stato europeo ad aggiungere il riconoscimento dell'identità di genere alla sua Costituzione come categoria protetta.
Dal 2015 è possibile cambiare legalmente il genere sessuale nei documenti, dopo la procedura chirurgica di rassegnazione del sesso.

## Maternità surrogata
A Malta rimane il divieto per la maternità surrogata (vietata anche per le coppie eterosessuali).

## Opinione pubblica
Nel 2006 un'indagine di Eurobarometro ha scoperto che il 18% della popolazione si esprimeva a favore del matrimonio per le coppie dello stesso sesso mentre il 73% si diceva contrario (di cui il 63% fortemente contrario). L'adozione per le coppie dello stesso sesso era sostenuta dal 7% della popolazione mentre l'85% esprimeva un giudizio contrario (il 76% si diceva fortemente contrario).
Nel giugno 2012 un sondaggio commissionato dal sito di notizie "MaltaToday" ha rivelato che il sostegno al matrimonio dello stesso sesso era aumentato, con il 41% della popolazione a favore del matrimonio egualitario contro il 52%. I dati del 2012 hanno anche mostrato un notevole divario generazionale, con solo il 23% della popolazione appartenente alla fascia d'età superiore ai 55 anni che si dichiarava a favore della legalizzazione del matrimonio egualitario contro il 60% appartenente alla fascia 18-35 anni.
Nel 2015 Eurobarometro ha riscontrato che una maggioranza quasi assoluta della popolazione (65%) si esprimeva a favore del matrimonio tra individui dello stesso sesso contro il 29% che si diceva contrario.

## Tabella riassuntiva
| Sesso omosessuale legale | (Dal 1973)                                                                   |
| Età del consenso equiparata | (Dal 1973)                                                                   |
| Leggi contro la discriminazione nel posto di lavoro                                                                            | (Dal 2004)                                                                   |
| Leggi contro la discriminazione nella fornitura di beni e servizi                                                              | (Dal 2012)                                                                   |
| Leggi contro la discriminazione in tutti gli altri ambiti (inclusa la discriminazione indiretta e i discorsi e crimini d'odio) | (Dal 2012)                                                                   |
| Unione civile per le coppie dello stesso sesso                                                                                 | (Dal 2014)                                                                   |
| Matrimonio tra persone dello stesso sesso                                                                                      | (Riconosciuti quelli celebrati fuori dal Paese dal 2014, approvati nel 2017) |
| Adozione per una persona singola LGBT                                                                                          | (Dal 2008)                                                                   |
| Adozione del figlio del partner da parte delle coppie dello stesso sesso                                                       | (Dal 2014)                                                                   |
| Adozione da parte di coppie dello stesso sesso                                                                                 | (Dal 2014)                                                                   |
| Gay e lesbiche possono servire apertamente nell'esercito                                                                       | (Dal 2002)                                                                   |
| Diritto a cambiare legalmente genere                                                                                           | (Dal 2015)                                                                   |
| Minori intersex protetti da procedure chirurgiche invasive                                                                     | (Dal 2015)                                                                   |
| Divieto della terapia riparativa per la conversione dell'orientamento sessuale o dell'identità di genere sui minori            | (Dal 2016)                                                                   |
| Accesso alla fecondazione in vitro per le coppie lesbiche                                                                      | (dal 2018)                                                                   |
| Accesso alla maternità surrogata per le coppie gay                                                                             | (Vietato indipendentemente dall'orientamento sessuale)                       |
| Diritto alla donazione del sangue per gli uomini che hanno rapporti sessuali con altri uomini                                  | (dal 2022)                                                                   |